# Gentiana mirandae
Gentiana mirandae
Gentiana mirandae és una espècie de planta fanerògama que pertany a la família de les gencianàcies (Gentianaceae).

## Descripció
Gentiana mirandae és una planta herbàcia perenne amb arrel pivotant de 10 a 40 cm de llarg i 8 a 12 mm de gruix. Les tiges són postrades a erectes, de 20 a 100 cm de llarg, glabres a papil·loses i puberulents.
Les fulles són sèssils, lanceolades a ovades, de 3 a 8 cm de llarg i 1 a 4 cm d'amplada, l'àpex és agut, la base és arrodonida, el marge és sencer a lleugerament denticulat, revolut, amb tres a cinc nervadures, puberulentes.
Les flors són solitàries, aparellades o en cimes de tres a cinc flors a la porció distal de la tija. Els peduncles fan entre 2 a 3 cm de llarg i les bràctees són lanceolades, ascendents d'1 a 4 cm de llarg i 4 a 10 mm d'amplada. El calze és glabre amb un tub de 7 a 20 mm de llarg i lòbuls lineals a oblongs, erectes, de 6 a 15 mm de llarg i 1 a 2 mm d'amplada, carinat. La corol·la és vermella taronja amb un tub cilíndric, de 4.5 a 7,5 cm de llarg, lòbuls ovats i triangulars, aguts a acuminats, erectes, 4 a 6 mm de llarg i 4 a 6 mm d'amplada, el marge és sencer, apèndixs interlobulars cuspidats a 2 mm de llarg. Els estams són lleugerament exerts, amb filaments lliures inserits a la porció superior del tub de la corol·la. Les anteres fan de 2,5 a 3,5 mm de llarg. L'ovari fa de 2 a 3,5 cm de llarg, perllongat a l'estil i estigma és bifurcat i exert.
La càpsula és el·líptica, de 4 a 7 cm de llarg. Les llavors són oblongues, de 2 mm de llarg i 0,5 mm d'amplada i són alades.

## Distribució i hàbitat
Gentiana mirandae creix pel centre de Mèxic, concretament al nord-oest dels estats de Veracruz i Hidalgo.
En el seu hàbitat és una planta molt escassa que habita en pinedes i boscos d'Alnus, a una altitud dels 2000 fins als 2500 m. Floreix de març a agost.
Es registra com poc abundant per la qual cosa s'ha de considerar com a espècie en perill d'extinció.

## Taxonomia
Gentiana mirandae va ser descrita per Ladislao Paray i publicat a Novorum Vegetabilium Descriptiones 1: 18, a l'any 1824.
Etimologia
Gentiana: Segons Plini el Vell i Dioscòrides Pedaci, el seu nom deriva del de Genci, rei de Il·líria en el segle ii, a qui s'atribuïa el descobriment del valor curatiu de la Gentiana lutea.
mirandae: epítet